# Episodi di Da un giorno all'altro (prima stagione)
La prima stagione della serie televisiva Da un giorno all'altro è stata trasmessa in anteprima negli Stati Uniti d'America dalla Lifetime tra l'8 agosto 1998 e il 9 marzo 1999.
| nº | Titolo originale                | Titolo italiano | Prima TV USA      | Prima TV Italia |
| -- | ------------------------------- | --------------- | ----------------- | --------------- |
| 1  | Unfinished Symphony             |                 | 8 agosto 1998     |                 |
| 2  | Huh?                            |                 | 25 agosto 1998    |                 |
| 3  | Eve of Destruction              |                 | 1º settembre 1998 |                 |
| 4  | It's Called Depression          |                 | 8 settembre 1998  |                 |
| 5  | Making Music with the Wrong Man |                 | 15 settembre 1998 |                 |
| 6  | No Comment                      |                 | 29 settembre 1998 |                 |
| 7  | Please Don't Tell My Mother     |                 | 6 ottobre 1998    |                 |
| 8  | Courage... It Means Heart       |                 | 13 ottobre 1998   |                 |
| 9  | You Shoulda Seen My Daddy       |                 | 20 ottobre 1998   |                 |
| 10 | Call Him Johnny                 |                 | 27 ottobre 1998   |                 |
| 11 | It's Who You Sleep With         |                 | 3 novembre 1998   |                 |
| 12 | Salamanders                     |                 | 1º dicembre 1998  |                 |
| 13 | I Feel Awful                    |                 | 8 dicembre 1998   |                 |
| 14 | Quit Bein' Such a Scaredy Cat   |                 | 15 dicembre 1998  |                 |
| 15 | Blue                            |                 | 5 gennaio 1999    |                 |
| 16 | It's Your Problem, Not Mine     |                 | 12 gennaio 1999   |                 |
| 17 | Trust Me                        |                 | 19 gennaio 1999   |                 |
| 18 | I Wish You Could Understand     |                 | 26 gennaio 1999   |                 |
| 19 | Chapter One                     |                 | 9 febbraio 1999   |                 |
| 20 | I'm Not Emotional               |                 | 16 febbraio 1999  |                 |
| 21 | Music from My Life              |                 | 2 marzo 1999      |                 |
| 22 | It's About the Heart            |                 | 9 marzo 1999      |                 |